# New Cambria, Missouri
New Cambria är en ort i Macon County i Missouri. Vid 2020 års folkräkning hade New Cambria 153 invånare.